# Sydkoreas damlandslag i basket
Sydkoreas damlandslag i basket representerar Sydkorea i basket på damsidan. Laget tog silver i världsmästerskapet 1967. och  1971. samt olympiskt silver 1984.

### Fotnoter
1. ↑  Todor Krastev (12 mars 1967). ”Women Basketball World Championship 1967 Prague (TCH) - 15-23.04 Winner Soviet Union” (på engelska). Sport Statistics. Arkiverad från originalet den 6 september 2011. https://web.archive.org/web/20110906004644/http://todor66.com/basketball/World/Women_1967.html. Läst 24 juni 2015.
2. ↑  Todor Krastev (12 mars 1971). ”Women Basketball World Championship 1971 Sao Paulo (BRA) - 15-29.05 Winner Soviet Union” (på engelska). Sport Statistics. Arkiverad från originalet den 8 september 2011. https://web.archive.org/web/20110908184551/http://todor66.com/basketball/World/Women_1994.html. Läst 24 juni 2015.
3. ↑  Todor Krastev (12 mars 1984). ”Women Basketball Olympic Games Los Angeles (USA) 1984 - 30.07-07.08 Winner United States” (på engelska). Sport Statistics. Arkiverad från originalet den 25 maj 2012. https://web.archive.org/web/20120525161623/http://www.todor66.com/basketball/Olympic/Women_1984.html. Läst 24 juni 2015.